# Distrito de San Pedro de Laraos

Provincia de Huarochirí en el Departamento de Lima, Perú

El distrito de San Pedro de Laraos es uno de los treinta y dos que conforman la provincia de Huarochirí, ubicada en el departamento de Lima, en el Perú. Se halla en la circunscripción del Gobierno Regional de Lima.
Dentro de la división eclesiástica de la Iglesia Católica del Perú, pertenece a la Vicaría IV de la diócesis de Chosica

## Historia
El distrito fue creado mediante Ley n.º 15246 del 4 de diciembre de 1964, en el primer gobierno del Presidente Fernando Belaúnde Terry.
Mediante Ley n.º 30497 del 5 de agosto de 2016 se precísa que su denominación oficial es la de San Pedro de Laraos.

## Toponimia
este es un distrito de Huarochiri,también en la provincia de Yauyos es Laraos

## Geografía
Abarca una superficie de 104,51 km² y tiene una población aproximada de 1 250 habitantes.

## Autoridades

### Municipales
- 2023 - 2026 
  - Alcalde: Henry Danny Espíritu Michue.
  - Regidores: Eliana Viviana Justo Laureano, Eusebio Roberto Paniagua Esteban, María Antonia Justo Andaya, Jesús Alcides Fuertes Lázaro y Rosenda Basilia Pacahuala Gaspar.

- 2019 - 2022 
  - Alcalde: José Luis Michue Pérez.
  - Regidores: Huaman Mateo, Rufino Serapio; Espinoza Faustino, Arcadio Exaltación; Rojas Gaspar, Anali Roxana; Quiquia Yauri, Elizabeth Laura; Zarate Espíritu, Braulio Napoleón.

- 2015 - 2018[3]
  - Alcalde: Saturnino Fabián Gabriel Gaspar, Movimiento regional Unidad Cívica Lima (UCL).
  - Regidores: Faustino Rubén Pérez Justo (UCL), Amanda Juana Gaspar Michue (UCL), Liverando Irineo Gómez Laureano (UCL), Magaly Ruth Pacahuala Laureano (UCL), Magdaleno José Gómez Laureano (CDR).
- 2011 - 2014[4]
  - Alcalde:  Saturnino Fabián Gabriel Gaspar, Movimiento Concertación para el Desarrollo Regional (CDR).[5]
  - Regidores: Evaristo Lidio Sánchez Gaspar (CDR), Anita Esther Espíritu Justo (CDR), Alcides Jesús Fuertes Lázaro (CDR), Ana Isela Gaspar Huamán (CDR), Antonio Julián Cisneros (Alternativa Huarochirana).
- 2007 - 2010[6]
  - Alcalde: Saturnino Fabián Gabriel Gaspar, Partido Unión por el Perú (UPP).
- 2003 - 2006
  - Alcalde: María Aída Michue de Espíritu, Partido Perú Posible.
- 1999 - 2002
  - Alcalde: Víctor Alvarado Espinoza, Movimiento independiente Frente Comunal Laraos.
- 1996 - 1998
  - Alcalde: Manuel Inocente Mariciano Michue, Lista independiente n.º 11 Alternativa Huarochirana.
- 1993 - 1995
  - Alcalde: Hipólito Rubén Justo Esteban, Alianza Izquierda Unida.
- 1990 - 1992
  - Alcalde: Pablo Jesús Huaca Cisneros, Alianza Izquierda Unida.
- 1987 - 1989
  - Alcalde: Severiano Gaspar Sánchez, Partido Aprista Peruano.
- 1984 - 1986
  - Alcalde: Enrique del Carmen Laureano, Partido Aprista Peruano.
- 1981 - 1983
  - Alcalde: Bernabé Aparicio Huaca, Partido Acción Popular.

### Policiales
- Comisaría de Laraos
  - Comisario: Mayor PNP  .[7]

### Religiosas
- Diócesis de Chosica[8]
  - Obispo: Mons. Norbert Klemens Strotmann Hoppe M.S.C.
- Parroquia Iglesia Matriz Santa Eulalia  - Capilla San Pedro[9]
  - Párroco: Pbro. Paulin Joachin Kameni.

## Festividades
- Junio: San Pedro

## Turismo
El 2017 se hizo un inventario turístico en la zona donde, además de mencionar sus actividades folclóricas y agrícolas, se mencionan especialmente el Mirador, la zona arqueológica de Tiplo y el Museo de la Champería las que describimos:
- Mirador de La Cruz se encuentra al noroeste de Laraos en una distancia de 1 km y a casi 4000 m s. n. m. El sendero se ha construido con mucho cuidado incluyendo descansos. Se asciende en una caminata de un par de horas y desde donde se tiene una gran vista del Valle.
- Tiplo El sitio arqueológico de Tiplo es un pequeño conjunto de estructuras de piedra muy deterioradas en una zona inaccesibel. El peñón del que se puede observar también recibe este nombre y funciona como un mirador natural del valle. Funciona también como un mirador de cóndores.
- Museo de La Champería de Moshoque El museo de ha construido en torno a un ancestral monumento arqueológico que usaban los antiguos “chamanes” de la zona, y que siguen usando, para hacer los ritos correspondientes a la champería. En este museo se exponen además objetos de valor arqueológico, histórico y cultural hallaos en la zona.

También se exponen imágenes que corresponden al desarrollo de la fiesta de la Champería.
El Investigador huarochirano López Mazzotti, autor del mencionado inventario, menciona también las Andenerías de Laraos, si bien está descuidada y no aprovechada en su mayor parte pero que parece tener mayor extensión que los andenes de su homónima de Yauyos. También menciona una cascada que aún no se ha medido, a la que llama Cascada de Laraos, y menciona que tiene posiblemente más de 100 m de alto.